# ملعب الأمير تركي بن عبد العزيز
استاد الأمير تركي بن عبد العزيز، هو ملعب رياضي لكرة القدم أنشئ سنة 1988 في الرياض بمنطقة الرياض، وهو الملعب الرئيسي لنادي الرياض، الملعب من ممتلكات وزارة الرياضة في المملكة العربية السعودية.